# 今夜、ロマンス劇場で
『今夜、ロマンス劇場で』（こんや、ロマンスげきじょうで）は、2018年2月10日公開の日本映画。主演・綾瀬はるかと坂口健太郎によるラブストーリー。公開から4か月後に死去した加藤剛の遺作でもある。

## あらすじ
映画監督を志す健司は通い詰めた映画館「ロマンス劇場」で憧れのモノクロ映画のヒロイン、美雪と出会う。健司はモノクロの姿のまま現れた美雪に色とりどりの現実の世界を案内するうちに2人は惹かれあっていく。しかし、美雪はある秘密を抱えていた。

## キャスト
- 美雪 - 綾瀬はるか
- 牧野健司 - 坂口健太郎
- 成瀬塔子 - 本田翼
- 俊藤龍之介 - 北村一輝
- 山中伸太郎 - 中尾明慶
- 吉川天音 - 石橋杏奈
- 山本浩司
- 警官 -  今野浩喜
- 山下容莉枝
- 鶴田忍
- 成瀬撮影所長 - 西岡徳馬
- 三獣士・狸吉 - 竹中直人
- 三獣士・虎右衛門 - 池田鉄洋
- 三獣士・鳩三郎 - 酒井敏也
- 本多正 - 柄本明
- 牧野健司（晩年） - 加藤剛

## スタッフ
- 監督 - 武内英樹
- 脚本 - 宇山佳佑
- 音楽 - 住友紀人
- 主題歌 - シェネル「奇跡」（ユニバーサル ミュージック）
- 企画・プロデュース - 稲葉直人
- プロデューサー - 上原寿一、菊地美世志
- ラインプロデューサー-宮崎慎也
- 撮影 - 山本英夫（J.S.C.）
- 照明 - 小野晃
- 録音 - 加藤大和
- 美術 - 原田満生、岡田拓也
- 編集 - 松尾浩
- 衣装 - 宮本まさ江
- 衣装デザイン（綾瀬はるか） - 伊藤佐智子
- ヘアメイク - 豊川京子
- ヘアメイクデザイン（綾瀬はるか） - 中野明海
- 装飾 - 茂木豊
- スクリプター - 渡辺美恵
- VFXプロデューサー - 赤羽智史
- ミュージックエディター - 小西善行
- サウンドエディター - 伊東晃
- 助監督 - 洞功二
- 制作担当 - 嘉藤博、松原つよし
- 配給 - ワーナー・ブラザース映画
- 制作プロダクション - フィルムメイカーズ
- 製作 - 「今夜、ロマンス劇場で」製作委員会（フジテレビジョン、ホリプロ、電通、KDDI）

## ロケ地
「ロマンス劇場」のロケ地として旧足利東映プラザの建物（鉄骨造り陸屋根瓦ぶき3階建て）が選定され、2017年春から撮影が行われた。旧足利東映プラザは「有楽館」として1922年1月に設立された後、足利有楽館、足利東映有楽館と名を変え、1977年の全面新築で「足利東映劇場・足利東映プラザ劇場」の2館併設となったが、2000年4月に閉館となった。その後、旧足利東映プラザの建物は足利市の区画整理事業エリア内となり、2024年度内に解体されることになった。

## テレビ放送
| 回 | 放送日        | 放送時間（JST）   | 放送局     | 放送枠         | 視聴率 | 備考         | 出典              |
| -- | ------------- | ----------------- | ---------- | -------------- | ------ | ------------ | ----------------- |
| 1  | 2020年5月16日 | 土曜21:00 - 23:15 | フジテレビ | 土曜プレミアム | 9.6％  | 地上波初放送 | [ 5 ] [ 6 ] [ 7 ] |
| 2  | 2022年6月27日 | 月曜21:00 - 23:28 | フジテレビ |                |        |              |                   |

- 視聴率はビデオリサーチ調べ、関東地区・世帯・リアルタイム。

## 舞台化
2022年、宝塚歌劇団月組により舞台化。
主演は月城かなと・海乃美月。脚本・演出は小柳奈穂子。2022年1〜3月に宝塚大劇場・東京宝塚劇場で上演。

## 外部サイト
- 今夜、ロマンス劇場で - 公式サイト
- 今夜、ロマンス劇場で (@romance_gekijo) - X（旧Twitter）
- 今夜、ロマンス劇場で - YouTubeプレイリスト